# أناند سينغ (سياسي هندي)
أناند سينغ هو سياسي هندي، ولد في 2 أكتوبر 1966. نشط حزبياً في المؤتمر الوطني الهندي. وقد انتخب Member of the Karnataka Legislative Assembly ‏.